# Top Chef (Polska)
Top Chef (spin-off pod nazwą Top Chef. Gwiazdy od kuchni) – polski program typu reality show, w którym kucharze profesjonaliści rywalizują między sobą w zadaniach kulinarnych. Program powstał na licencji amerykańskiego programu o tej samej nazwie, nadawanego w kablowej telewizji Bravo. Polska adaptacja emitowana była w telewizji Polsat od 11 września 2013 roku do 9 maja 2018 roku. Finały odbywały się na żywo w Warszawie. Nagrodą główną dla zwycięzcy było 100 000 zł.

## Ekipa

### Prowadzący
| Prowadzący          | 1 | 2 | 3 | 4 | 5 | 6 | G | 7 |
| ------------------- | - | - | - | - | - | - | - | - |
| Grzegorz Łapanowski | ● | ● |   |   |   |   |   | ● |
| Maciej Rock         |   |   |   |   |   |   | ● |   |

### Jurorzy
| Juror                 | 1 | 2 | 3 | 4 | 5 | 6 | G | 7 |
| --------------------- | - | - | - | - | - | - | - | - |
| Wojciech Modest Amaro | ● | ● | ● | ● | ● | ● | ● | ● |
| Ewa Wachowicz         | ● | ● | ● | ● | ● | ● | ● | ● |
| Maciej Nowak          | ● | ● | ● | ● | ● | ● | ● | ● |
| Robert Sowa           |   |   |   |   |   |   |   | ● |
| Grzegorz Łapanowski   |   |   | ● | ● | ● | ● |   |   |
| Joseph Seeletso       | ● | ● |   |   |   |   |   |   |

## Formuła programu
Na każdy program składają się dwie podstawowe konkurencje i dogrywka, do której trafiają kucharze, którzy według typu jury przygotuje najgorsze danie. W pierwszej konkurencji kucharz, który stworzy najlepsze danie otrzymuje immunitet, bezpiecznie przechodząc do kolejnego odcinka. Uczestnicy najczęściej gotują pojedynczo, jednak mogą być łączeni w pary oraz grupy na zasadzie „ciągnięcia noży” z nazwami lub innymi oznaczeniami poszczególnych grup.
Od pewnego momentu gry nikt nie trafia automatycznie do dogrywki, a zwycięzca otrzymuje dodatkową nagrodę. Po głównej konkurencji zawodnicy dowiadują się, czy są bezpieczni; jeśli nie – trafiają do dogrywki.
Od trzeciego odcinka VII edycji została dodana nowa konkurencja - tzw. prepie. Jest ona rozgrywana po głównej konkurencji, a najsłabsi zawodnicy pojawiają się w dogrywce.
Dogrywka to ostatnia konkurencja w odcinku. Po niej eliminowany jest jeden zawodnik lub więcej osób.
W I i II edycji zamiast pierwszej konkurencji w 10 odcinku była organizowana walka o staż, natomiast w VII edycji w 7 odcinku był temu poświęcony cały odcinek
Półfinał
W półfinale jest czworo zawodników, a po każdej z trzech konkurencji jeden awansuje do finału (w zasadzie reguły się nie zmienią, ale są inaczej przedstawiane). Od III do VI edycji na tym etapie można było zdobyć staż w luksusowej restauracji. 
Finał
Finaliści wydają po określonym czasie określoną liczbę dań, co 8 minut każde (wraz z pomocnikiem, czyli zawodnikiem, który wcześniej odpadł). Kto według jury przygotuje najlepszy zestaw – wygrywa; jest to jednak ogłaszane dopiero na żywo. W Spin-offie trzy najlepsze gwiazdy gotowały nie z graczem wyeliminowanym wcześniej, lecz z dwoma kucharzami, którzy zdobyli tytuł Top Chef w poprzednich sześciu edycjach.

## Spis edycji
| Edycja | Sezon       | Odcinki    | Premiera         | Finał             | Pora emisji       |
| ------ | ----------- | ---------- | ---------------- | ----------------- | ----------------- |
| 1.     | jesień 2013 | 1–12 (12)  | 11 września 2013 | 27 listopada 2013 | środa ok. 20.35   |
| 2.     | wiosna 2014 | 13–24 (12) | 5 marca 2014     | 23 maja 2014      | środa ok. 20.35   |
| 3.     | jesień 2014 | 25–36 (12) | 10 września 2014 | 26 listopada 2014 | środa ok. 20.35   |
| 4.     | wiosna 2015 | 37–48 (12) | 4 marca 2015     | 20 maja 2015      | środa ok. 20.35   |
| 5.     | jesień 2015 | 49–58 (10) | 9 września 2015  | 11 listopada 2015 | środa ok. 20.35   |
| 6.     | wiosna 2016 | 59–68 (10) | 2 marca 2016     | 4 maja 2016       | środa ok. 20.35   |
| G      | jesień 2016 | 1–10 (10)  | 7 września 2016  | 9 listopada 2016  | środa ok. 20.35   |
| 7.     | wiosna 2018 | 69–78 (10) | 7 marca 2018     | 9 maja 2018       | środa 21.25/21.40 |

## Wyniki poszczególnych edycji

### I edycja (jesień 2013)
| Miejsce | Uczestnik                  |
| ------- | -------------------------- |
| 1.      | Martin Gimenez-Castro      |
| 2.      | Dariusz Kuźniak            |
| 2.      | Ewa Malika Szyc-Juchnowicz |
| 4.      | Piotr Ślusarz              |
| 5.      | Bartłomiej Krężel          |
| 6.      | Sylwia Sztandera           |
| 7.      | Liliana Filipiak           |
| 8.      | Marcin Piotrowski          |
| 9.      | Piotr Ogiński              |
| 10.     | Bartosz Musiał             |
| 11.     | Robert Świątek             |
| 12.     | Sylwester Lis              |
| 13.     | Paulina Trygar             |
| 14.     | Magdalena Wilgosz          |

### II edycja (wiosna 2014)
| Miejsce | Uczestnik             |
| ------- | --------------------- |
| 1.      | Sebastian Olma        |
| 2.      | Adam Kowalewski       |
| 2.      | Przemysław Błaszczyk  |
| 4.      | Agnieszka Buch        |
| 4.      | Bartłomiej Kuzianik   |
| 6.      | Paweł Kibart          |
| 7.      | Adam Leszczyński      |
| 8.      | Patrycja Wąsiakowska  |
| 9.      | Adrian Feliks         |
| 10.     | Robert Wojnarowski    |
| 11.     | Szymon Sierant        |
| 12.     | Magdalena Perszke     |
| 13.     | Monika Bielik         |
| 14.     | Inessa Kim            |
| 15.     | Piotr Lisakowski      |
| 16.     | Patrycja Stefanów-Kot |

### III edycja (jesień 2014)
| Miejsce | Uczestnik            |
| ------- | -------------------- |
| 1.      | Marcin Przybysz      |
| 2.      | Marcin Czubak        |
| 2.      | Paweł Wałęsa         |
| 4.      | Marcin Jabłoński     |
| 5.      | Bartłomiej Witkowski |
| 5.      | Krzysztof Bugiera    |
| 7.      | Marta Edmunds        |
| 8.      | Piotr Ceranowicz     |
| 9.      | Artur Augustyński    |
| 10.     | Jakub Botta          |
| 11.     | Karol Wojciechowski  |
| 11.     | Luiza Trisno         |
| 13.     | Justyna Foltyn       |
| 14.     | Anna Niedziałkowska  |
| 15.     | Tomasz Sienicki      |

### IV edycja (wiosna 2015)
| Miejsce | Uczestnik              |
| ------- | ---------------------- |
| 1.      | Katarzyna Daniłowicz   |
| 2.      | Adam Adamczak          |
| 2.      | Łukasz Budzik          |
| 4.      | Bartosz Szymczak       |
| 5.      | Daniel Wełna           |
| 6.      | Patryk Dziamski        |
| 7.      | Rafał Niewiarowski     |
| 8.      | Adriana Marczewska     |
| 9.      | Michał Czekajło        |
| 10.     | Marek Rogalski         |
| 11.     | Ivo Violante           |
| 12.     | Bartłomiej Płócienniak |
| 12.     | Mira Tkacz             |
| 14.     | Piotr Antkowicz        |
| 14.     | Dorota Kaczmarek       |
| 16.     | Łukasz Miecznikowski   |
| 17.     | Jacek Majcherek        |

### V edycja (jesień 2015)
| Miejsce | Uczestnik               |
| ------- | ----------------------- |
| 1.      | Tomasz Purol            |
| 2.      | Sergiusz Hieronimczak   |
| 2.      | Sandra Peter Kotowicz   |
| 4.      | Aniela Redelbach        |
| 5.      | Rafał Lorenc            |
| 6.      | Anna Klajmon            |
| 6.      | Hubert Tabak            |
| 8.      | Przemysław Klima        |
| 9.      | Mateusz Kręcina         |
| 10.     | Dariusz Zając           |
| 11.     | Krzysztof Matuszkiewicz |
| 12.     | Jakub Kaftański         |

### VI edycja (wiosna 2016)
| Miejsce | Uczestnik         |
| ------- | ----------------- |
| 1.      | Dawid Szkudlarek  |
| 2.      | Rafał Grzegorzek  |
| 2.      | Michał Seferyński |
| 4.      | Dawid Łagowski    |
| 5.      | Wit Szychowski    |
| 6.      | Oliwia Bernady    |
| 7.      | Mariusz Siwak     |
| 8.      | Jakub Błogowski   |
| 9.      | Daniel Bereziak   |
| 10.     | Monika Gwiazda    |
| 10.     | Artur Michalak    |
| 12.     | Joanna Morzy      |
| 12.     | Paweł Gross       |

### Spin-off:Top Chef. Gwiazdy od kuchni(jesień 2016)

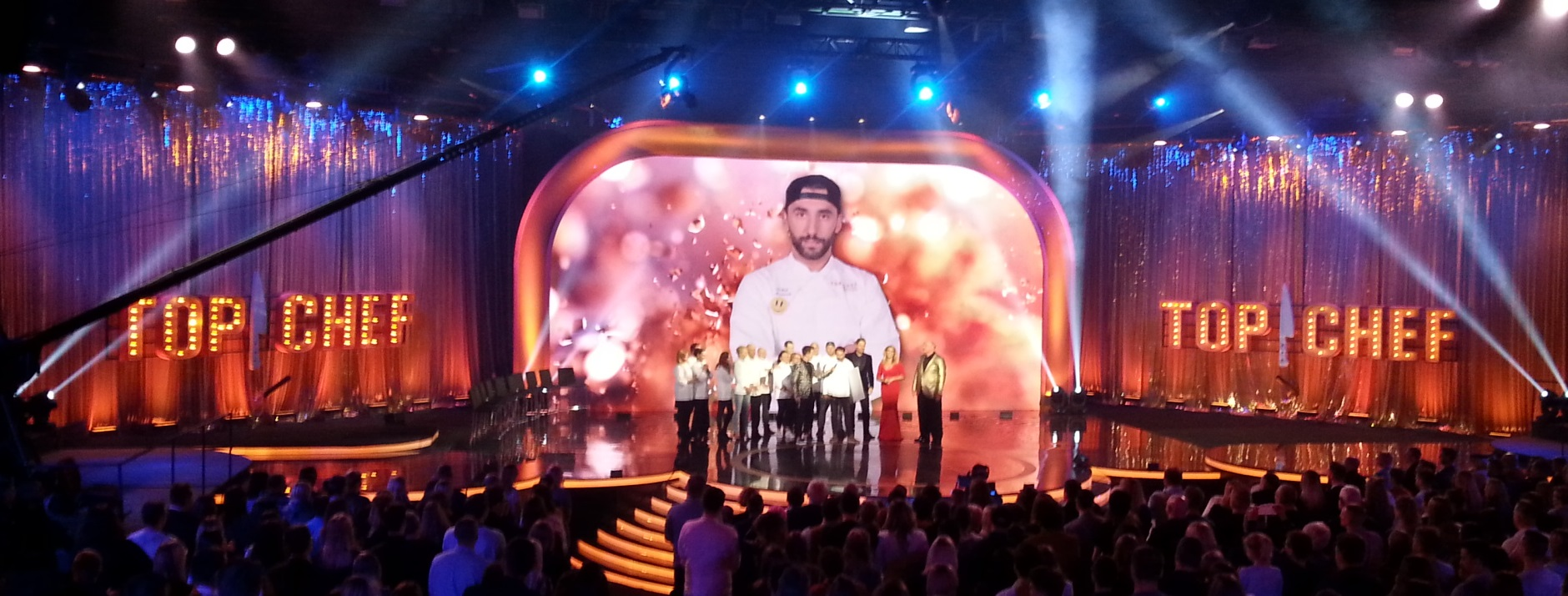
Uczestnicy programu Top Chef. Gwiazdy od kuchni po ogłoszeniu wyników

| Miejsce | Uczestnik                 |
| ------- | ------------------------- |
| 1.      | Rafał Maserak             |
| 2.      | Beata Oleszek             |
| 2.      | Piotr „Vienio” Więcławski |
| 4.      | Edyta Pazura              |
| 5.      | Tomasz Oświeciński        |
| 5.      | Andrzej Bachleda-Curuś    |
| 7.      | Anita Sokołowska          |
| 8.      | Piotr Galiński            |
| 8.      | Małgorzata Kalicińska     |
| 10.     | Olga Bończyk              |
| 11.     | Bartosz Kurek             |
| 12.     | Katarzyna Skrzynecka      |
| 13.     | Maciej Skrzątek           |

### VII edycja (wiosna 2018)
| Miejsce | Uczestnik           |
| ------- | ------------------- |
| 1.      | Sylwia Stachyra     |
| 2.      | Jan Kilański        |
| 2.      | Ewelina Łapińska    |
| 4.      | Krzysztof Konieczny |
| 4.      | Damian Wajda        |
| 6.      | Mariola Monczak     |
| 7.      | Mateusz Czekierda   |
| 8.      | Jarosław Śliwka     |
| 9.      | Łukasz Frankowicz   |
| 10.     | Szymon Sławiński    |
| 11.     | Jakub Chojecki      |
| 11.     | Kamil Kędzierski    |
| 11.     | Jakub Reszka        |
| 14.     | Daniel Wanke        |